# 目健人
目 健人（さっか けんと、1991年4月17日 - ）は、日本の元男子プロバスケットボール選手である。埼玉県出身。ポジションはスモールフォワード。
父は元日本代表で現在は東洋大学監督の目由紀宏。

## 来歴
上尾市立太平中学2年の2006年3月に埼玉県チームメンバーとして都道府県対抗ジュニアバスケットボール大会に出場しベスト4。
2007年4月、京北高校に進学し、1年生時よりインターハイ、ウインターカップに出場。3年生時の2009年ウインターカップでベスト8。
2010年4月、明治大学に進学。3年生時の2012年、全日本大学バスケットボール選手権大会（インカレ）で3位となり、3ポイント王と優秀選手賞を受賞。4年生時の2013年、関東大学選手権で3ポイント王を獲得、インカレでは準優勝を達成。
2014年9月、bjリーグのSHINAGAWA CITY BASKETBALL CLUB東京サンレーヴスに入団。
2015年オフ、NBDLのパスラボ山形ワイヴァンズに移籍。Bリーグ発足後の2016-17シーズンも引き続き所属していたが、体調不良のため2017年2月に自ら退団を申し入れ、契約解除となる。
2017-18シーズンから埼玉ブロンコスに移籍。
2019年オフ現役引退。

## 記録
| シーズン         | チーム | GP | GS | MPG  | FG%  | 3P%  | FT%  | RPG | APG | SPG | BPG | TO  | PPG |
| ---------------- | ------ | -- | -- | ---- | ---- | ---- | ---- | --- | --- | --- | --- | --- | --- |
| bjリーグ 2014-15 | 東京   | 51 |    | 15.4 | .291 | .271 | .733 | 1.3 | 0.5 | 0.2 | 0   | 0.6 | 3.4 |
| NBDL 2015-16     | 山形   |    |    |      |      |      |      |     |     |     |     |     |     |
| B2 2016-17       | 山形   | 16 |    |      |      |      |      |     |     |     |     |     | 3.3 |